# Éclipse solaire du 12 octobre 1996
L'éclipse solaire du 12 octobre 1996 est une éclipse solaire partielle.

## Son parcours

Animation de l'éclipse du 12 octobre 1996.

L'éclipse toucha en premier le nord du Canada, puis la quasi-totalité du Groenland ainsi que l'Islande. Elle concerna ensuite la quasi-totalité de l'Europe, où le maximum eut lieu près du Cap Nord. 

Elle fut l'éclipse (partielle) « européenne » précédant la totale du 11 aout 1999. Elle toucha aussi les pays de l'Afrique du Nord.